# 'Elisiva Fusipala Tauki'onetuku (1912-1933)
ʻElisiva Fusipala Taukiʻonetuku, conocida como Fusipala, (Nukualofa, 26 de julio de 1912-Sídney, 21 de abril de 1933) fue una princesa de Tonga hija del rey Jorge Tupou II y la reina Anaseini Takipō.

## Biografía

### Primeros años y educación
Nacida el 26 de julio de 1912, fue la segunda de las dos hijas nacidas del rey Jorge Tupou II y su segunda esposa, la reina Anaseini Takipō. La nombraron después de su abuela ʻElisiva Fusipala Taukiʻonetuku y también de su hermana mayor que murió de la convulsión poco después de su nacimiento. Como su madre no pudo dar a luz a un heredero varón, su media hermana mayor, hija del primer matrimonio de su padre, lo sucedería como la reina Carlota Tupou III en 1918.
En 1920, la enviaron al extranjero para que la educaran en la Escuela Diocesana Anglicana para Niñas, en Auckland, y luego continuó su educación en el Methodist Ladies 'College de Melbourne. Ella se hizo notar como una pianista consumada en la escuela.
En 1918, su madre, la reina viuda Takipō, murió como resultado de la infame pandemia de gripe de 1918 que mató al ocho por ciento de la población de Tonga. Después de la muerte de su madre, Fusipala quedó bajo la tutela de su media hermana, Salote.

### Regreso a Tonga
De regreso en Tonga, la familia rival de la madre de su media hermana, Lavinia Veiongo, estableció una corte rival centrada alrededor de su reclamación al trono. Muchos pretendientes de las líneas principales de Tonga fueron enviados a mejorar su rango, incluyendo Ha'amea ʻUlukālala, Lala Veikune, Havea Tuʻihaʻateiho, y Semisi Kalaniuvalu. Su salud se deterioró durante los compromisos de su tía Muimui. Cuando su tía la obligó a comprometerse con Ha'amea, ella se negó a casarse y su hermana apoyó su deseo. Se consideró una propuesta para casarla con George Cakobau, un jefe de Fiyi antes de su muerte.

### Muerte
Mientras se encontraba en Australia por un viaje de salud, Fusipala murió el 21 de abril de 1933 a causa de una peritonitis tuberculosa en el Hospital Privado de Burwood, en Sídney. En su lecho de muerte estaba su cuñado, el príncipe Viliami Tungī Mailefihi, quien trajo sus restos embalsamados a Tonga, donde fue enterrada en los cementerios reales de Mala'ekula.